# Manucho Gonçalves
Mateus Alberto Contreiras Gonçalves, né le 7 mars 1983 à Luanda, est un footballeur international angolais, plus connu sous le nom Manucho, Manucho Gonçalves ou Murat.

## Biographie
Manucho commence le football à Flamenguinhos, un club de jeunes de Terra Nova à Luanda.
Il passe professionnel en signant pour le Benfica de Luanda, une équipe de milieu de tableau du Championnat d'Angola. Il change ensuite de club pour le Petro Atlético, où il devient deux années de suite (2006 et 2007) le meilleur buteur du championnat avec 16 et 15 buts et reçoit ainsi le « trophée Akwá » (prix attribué au meilleur buteur du championnat angolais). À ce moment, Manucho est une véritable star en Angola.

### Manchester United
Le 21 décembre 2007, il est annoncé un accord de principe entre Manucho et le champion d'Angleterre, Manchester United. Il doit rejoindre son nouveau club en janvier 2008 pour une durée de trois ans. Il est conseillé au club mancunien par Carlos Queiroz, actuel manager. Ne pouvant pas obtenir de permis de travail pour l'année 2008 en Angleterre, il est prêté à un club étranger (sûrement portugais) pour atteindre un nombre de sélections suffisant pour son permis de travail. Le vendredi 1er février, Manucho est prêté au Panathinaïkos (1re Division grecque). Manucho se blesse au pied au Panathinaïkos et revient à Manchester pour finalement recevoir son permis de travail. En décembre 2008, il inscrit son premier but à Manchester United avec l'équipe réserve des Red Devils. Ce même mois de décembre, Le Havre AC, promu de Ligue 2, annonce vouloir s'attacher les services de la star angolaise[réf. nécessaire].
Le 16 janvier 2009, Manucho est prêté à Hull City, jusqu'à la fin de la saison 2008-2009, afin de parfaire son expérience du championnat anglais au KC Stadium de Hull. Dès son arrivée à Hull City, Manucho épate Phil Brown, le manager de Hull City, et ce dernier annonce vouloir s'attacher ses services.

### Real Valladolid
Le 17 juillet 2009, il signe un contrat de 5 ans avec le club espagnol du Real Valladolid. L'année suivante, il est prêté au club turc de Bucaspor.

### Unió Esportiva Cornellà
Laissé libre lors de l'été 2018 par le Rayo Vallecano, Manucho Gonçalves signe le 18 septembre 2018 avec l'Unió Esportiva Cornellà, en Division 3 espagnole.

### Carrière internationale
Manucho est membre de l'équipe d'Angola lors des qualifications pour la CAN 2008. Lors du premier match de la CAN 2008, contre l'Afrique du Sud, il marque le premier but de son équipe, son 4e en 8 sélections. Lors du second match, il marque de nouveau par deux fois face au Sénégal. En quart de finale, il marque un but d'anthologie contre l'Égypte.

## Palmarès

### En club
| - Petro Luanda - Championnat d'Angola - Finaliste (2) : 2003 et 2006. - Supercoupe d'Angola - Finaliste (1) : 2003.[réf. nécessaire] |  | - Manchester United - Championnat d'Angleterre - Vainqueur (1) : 2009. |

### Distinctions personnelles
- 2006 et 2007 : Meilleur buteur du Girabola (championnat d'Angola) avec 16 [3] et 15 buts [4].

## Statistiques

### Statistiques en club
| Saison                | Club                  | Championnat           | Championnat | Championnat | Coupe nationale | Coupe nationale | Coupe de la Ligue | Coupe de la Ligue | Compétition(s) continentale(s) | Compétition(s) continentale(s) | Compétition(s) continentale(s) | Playoff | Playoff | Angola | Angola | Total | Total |
| Saison                | Club                  | Division              | M.          | B.          | M.              | B.              | M.                | B.                | Comp.                          | M.                             | B.                             | M.      | B.      | M.     | B.     | M.    | B.    |
| 2002                  | Benfica Luanda        | Girabola              | 12          | 5           | -               | -               | -                 | -                 | -                              | -                              | -                              | -       | -       | -      | -      | 12    | 5     |
| 2003                  | Petro Atlético        | Girabola              | 8           | 0           | -               | -               | -                 | -                 | -                              | -                              | -                              | -       | -       | -      | -      | 8     | 0     |
| 2004                  | Petro Atlético        | Girabola              | 10          | 0           | -               | -               | -                 | -                 | -                              | -                              | -                              | -       | -       | -      | -      | 10    | 0     |
| 2005                  | Petro Atlético        | Girabola              | 11          | 3           | -               | -               | -                 | -                 | -                              | -                              | -                              | -       | -       | -      | -      | 11    | 3     |
| 2006                  | Petro Atlético        | Girabola              | 24          | 16          | -               | -               | -                 | -                 | CC                             | 1                              | 1                              | -       | -       | 1      | 0      | 26    | 17    |
| 2007                  | Petro Atlético        | Girabola              | 25          | 15          | -               | -               | -                 | -                 | LCC                            | 2                              | 1                              | -       | -       | 7      | 2      | 34    | 18    |
| 2007-2008             | Manchester United     | Premier League        | -           | -           | -               | -               | -                 | -                 | -                              | -                              | -                              | -       | -       | 5      | 4      | 5     | 4     |
| 2007-2008             | Panathinaïkos (prêt)  | Superleague           | 4           | 1           | -               | -               | -                 | -                 | -                              | -                              | -                              | 5       | 3       | 1      | 1      | 10    | 5     |
| 2008-2009             | Manchester United     | Premier League        | 1           | 0           | -               | -               | 2                 | 0                 | -                              | -                              | -                              | -       | -       | 2      | 0      | 5     | 0     |
| 2008-2009             | Hull City (prêt)      | Premier League        | 13          | 2           | 4               | 0               | -                 | -                 | -                              | -                              | -                              | -       | -       | 2      | 0      | 19    | 2     |
| 2009-2010             | Real Valladolid       | Liga BBVA             | 28          | 4           | 2               | 0               | -                 | -                 | -                              | -                              | -                              | -       | -       | 8      | 3      | 38    | 7     |
| 2010-2011             | Bucaspor (prêt)       | Süper Lig             | 12          | 2           | 1               | 1               | -                 | -                 | -                              | -                              | -                              | -       | -       | 3      | 0      | 16    | 3     |
| 2010-2011             | Manisaspor (prêt)     | Süper Lig             | 9           | 0           | -               | -               | -                 | -                 | -                              | -                              | -                              | -       | -       | 2      | 2      | 11    | 2     |
| 2011-2012             | Real Valladolid       | Liga Adelante         | 18          | 4           | 1               | 0               | -                 | -                 | -                              | -                              | -                              | 1       | 0       | 11     | 6      | 31    | 10    |
| 2012-2013             | Real Valladolid       | Liga BBVA             | 25          | 8           | 1               | 0               | -                 | -                 | -                              | -                              | -                              | -       | -       | 6      | 3      | 32    | 11    |
| 2013-2014             | Real Valladolid       | Liga BBVA             | 26          | 3           | 2               | 0               | -                 | -                 | -                              | -                              | -                              | -       | -       | -      | -      | 28    | 3     |
| 2014-2015             | Rayo Vallecano        | Liga BBVA             | 37          | 5           | 1               | 0               | -                 | -                 | -                              | -                              | -                              | -       | -       | 2      | 0      | 40    | 5     |
| 2015-2016             | Rayo Vallecano        | Liga BBVA             | 28          | 4           | 4               | 0               | -                 | -                 | -                              | -                              | -                              | -       | -       | -      | -      | 32    | 4     |
| 2016-2017             | Rayo Vallecano        | La Liga 2             | 38          | 5           | 2               | 1               | -                 | -                 | -                              | -                              | -                              | -       | -       | 1      | 0      | 41    | 6     |
| 2017-2018             | Rayo Vallecano        | La Liga 2             | 9           | 0           | -               | -               | -                 | -                 | -                              | -                              | -                              | -       | -       | -      | -      | 9     | 0     |
| 2018-2019             | UE Cornellà           | Segunda División B    | 11          | 1           | -               | -               | -                 | -                 | -                              | -                              | -                              | -       | -       | -      | -      | 11    | 1     |
| Total sur la carrière | Total sur la carrière | Total sur la carrière | 349         | 78          | 18              | 2               | 2                 | 0                 | -                              | 3                              | 2                              | 6       | 3       | 51     | 21     | 429   | 106   |

### Buts en sélection
| Buts (21) en sélection de Manucho | Buts (21) en sélection de Manucho | Buts (21) en sélection de Manucho                              | Buts (21) en sélection de Manucho | Buts (21) en sélection de Manucho | Buts (21) en sélection de Manucho | Buts (21) en sélection de Manucho |
|                                   | Date                              | Lieu                                                           | Adversaire                        | Score                             | Résultat                          | Compétition                       |
| --------------------------------- | --------------------------------- | -------------------------------------------------------------- | --------------------------------- | --------------------------------- | --------------------------------- | --------------------------------- |
| 1.                                | 28 juillet 2007                   | Botswana National Stadium, Gaborone (Botswana)                 | Lesotho                           | 1-0                               | 2-0                               | Coupe COSAFA 2007                 |
| 2.                                | 8 septembre 2007                  | Nyayo National Stadium, Nairobi (Kenya)                        | Kenya                             | 1-1                               | 2-1                               | Qualifications CAN 2008           |
| 3.                                | 13 janvier 2008                   | Complexo-Desportivo FC Alverça, Alverca do Ribatejo (Portugal) | Égypte                            | 3-2                               | 3-3                               | Match amical                      |
| 4.                                | 23 janvier 2008                   | Tamale Stadium, Tamale (Ghana)                                 | Afrique du Sud                    | 1-1                               | 1-1                               | CAN 2008                          |
| 5.                                | 27 janvier 2008                   | Tamale Stadium, Tamale (Ghana)                                 | Sénégal                           | 1-1                               | 1-3                               | CAN 2008                          |
| 6.                                | 27 janvier 2008                   | Tamale Stadium, Tamale (Ghana)                                 | Sénégal                           | 1-2                               | 1-3                               | CAN 2008                          |
| 7.                                | 4 février 2008                    | Baba Yara Stadium, Kumasi (Ghana)                              | Égypte                            | 1-1                               | 2-1                               | CAN 2008                          |
| 8.                                | 3 janvier 2010                    | Estádio Algarve, Faro (Portugal)                               | Gambie                            | 1-1                               | 1-1                               | Match amical                      |
| 9.                                | 10 janvier 2010                   | Stade national du 11-Novembre, Luanda (Angola)                 | Mali                              | 4-0                               | 4-4                               | CAN 2010                          |
| 10.                               | 14 janvier 2010                   | Stade national du 11-Novembre, Luanda (Angola)                 | Malawi                            | 2-0                               | 2-0                               | CAN 2010                          |
| 11.                               | 26 mars 2011                      | Centre sportif international Moi, Nairobi (Kenya)              | Kenya                             | 2-1                               | 2-1                               | Qualifications CAN 2012           |
| 12.                               | 5 juin 2011                       | Stade national du 11-Novembre, Luanda (Angola)                 | Kenya                             | 1-0                               | 1-0                               | Qualifications CAN 2012           |
| 13.                               | 4 septembre 2011                  | Stade national du 11-Novembre, Luanda (Angola)                 | Ouganda                           | 1-0                               | 2-0                               | Qualifications CAN 2012           |
| 14.                               | 8 octobre 2011                    | Stade du 24 septembre, Bissau (Guinée-Bissau)                  | Guinée-Bissau                     | 0-1                               | 0-2                               | Qualifications CAN 2012           |
| 15.                               | 14 janvier 2012                   | Stade National de Chiazi, Cabinda (Angola)                     | Sierra Leone                      | 1-0                               | 3-1                               | Match amical                      |
| 16.                               | 22 janvier 2012                   | Nuevo Estadio de Malabo, Malabo (Guinée équatoriale)           | Burkina Faso                      | 1-2                               | 1-2                               | CAN 2012                          |
| 17.                               | 26 janvier 2012                   | Nuevo Estadio de Malabo, Malabo (Guinée équatoriale)           | Soudan                            | 0-1                               | 2-2                               | CAN 2012                          |
| 18.                               | 26 janvier 2012                   | Nuevo Estadio de Malabo, Malabo (Guinée équatoriale)           | Soudan                            | 1-2                               | 2-2                               | CAN 2012                          |
| 19.                               | 15 août 2012                      | Stade national d'Ombaka, Benguela (Angola)                     | Mozambique                        | 2-0                               | 2-0                               | Match amical                      |
| 20.                               | 14 octobre 2012                   | Stade national du 11-Novembre, Luanda (Angola)                 | Zimbabwe                          | 1-0                               | 2-0                               | Qualifications CAN 2013           |
| 21.                               | 14 octobre 2012                   | Stade national du 11-Novembre, Luanda (Angola)                 | Zimbabwe                          | 2-0                               | 2-0                               | Qualifications CAN 2013           |